# Броуд Пик
Броуд Пик (наричан преди K3) е дванадесетият по височина връх в света. Намира се в Каракорум, в планинския масив Гашербрум на границата между Китай и Кашмир, на 8 km от К2.

## Първи опити
Първият опит за щурмуване на върха е направен през 1954 г. от немска експедиция с ръководител доктор Карл-Мария Херлигхофер. Той е неуспешен поради силна буря и студ.

## Изкачвания
Първото успешно изкачване е направено в алпийски стил от австрийска експедиция в състав Херман Бул, Курт Димбергер, Маркус Шмук и Фриц Винтерщелер на 9 юни 1957 г. Шмук и Винтерщелер достигат върха първи, след това Димбергер и накрая Бул, придружен от Димбергер, върнал се с него до връхната точка.
През 1983 година полската алпинистка Кристина Палмовска става първата жена изкачила върха.
Първото зимно изкачване е на 5 март 2013 г. от поляците Мачией Бербека, Адам Биелецки, Томаш Ковалски и Артур Малек. При слизането Мачией Бербека и Томаш Ковалски изчезват безследно, преди да достигнат лагер 4 (на 7400 m).

## Български експедиции и изкачвания
Първите български алпинисти, изкачили Броуд Пик, са Минко Занковски, Емануил Деянов и Тодор Минков на 1 юли 1990 г. На 23 юли 2001 г. върхът е изкачен и от Станимир Желязков и Петко Тотев. На 23 юли 2014 г. е изкачен от Боян Петров и Иван Томов.
| Дата       | Алпинист          | Бележки                      |
| ---------- | ----------------- | ---------------------------- |
| 01.07.1990 | Минко Занковски   | До предвършието Rocky Summit |
| 01.07.1990 | Емануил Деянов    | До предвършието Rocky Summit |
| 01.07.1990 | Тодор Минков      | До предвършието Rocky Summit |
| 23.07.2001 | Станимир Желязков |                              |
| 23.07.2001 | Петко Тотев       |                              |
| 23.07.2014 | Боян Петров       |                              |
| 23.07.2014 | Иван Томов        |                              |